# Saša Hiršzon
Saša Hiršzon est un joueur de tennis croate né le 14 juillet 1972 à Varaždin, professionnel dans les années 1990.

## Carrière
En 1995, il fait partie de l'équipe de Croatie finaliste de la World Team Cup contre la Suède. Lors des matchs de poules, il élimine notamment Andrei Chesnokov.
En 1993, il s'impose au tournoi Challenger de Montauban, associé à Christian Ruud. Avec Goran Ivanišević, son partenaire attitré, il a remporté deux titres en double à Heilbronn et Bordeaux en 1995, puis a atteint les quarts de finale aux Jeux olympiques d'Atlanta en 1996 et remporté un autre tournoi ATP à Zagreb en 1997. Il a aussi disputé les demi-finales du Masters de Stuttgart en 1996 et 1998.
Il a joué en Coupe Davis avec l'équipe de Croatie de Coupe Davis dans le groupe mondial entre 1994 et 1996.

## Palmarès

### Titres en double messieurs
| No | Date       | Nom et lieu du tournoi                 | Catégorie    | Surface         | Partenaire       | Finalistes                 | Score    |  |
| -- | ---------- | -------------------------------------- | ------------ | --------------- | ---------------- | -------------------------- | -------- |  |
| 1  | 11/08/1995 | Tournoi de tennis de Bordeaux Bordeaux | World Series | Dur (ext.)      | Goran Ivanišević | Henrik Holm Danny Sapsford | 6-3, 6-4 |  |
| 2  | 27/01/1997 | PBZ Zagreb Indoors Zagreb              | World Series | Moquette (int.) | Goran Ivanišević | Brent Haygarth Mark Keil   | 6-4, 6-3 |  |

## Parcours dans les tournois duGrand Chelem

### En simple
N'a jamais participé à un tableau final.

### En double
| Année | Open d'Australie | Open d'Australie | Internationaux de France      | Internationaux de France | Wimbledon              | Wimbledon              | US Open                      | US Open                    |
| ----- | ---------------- | ---------------- | ----------------------------- | ------------------------ | ---------------------- | ---------------------- | ---------------------------- | -------------------------- |
| 1996  | —                | —                | —                             | —                        | —                      | —                      | 2e tour (1/16) G. Ivanišević | M. Philippoussis P. Rafter |
| 1997  | —                | —                | 1er tour (1/32) G. Ivanišević | M. Damm A. Olhovskiy     | 1/8 de finale S. Groen | J. Eltingh P. Haarhuis | —                            | —                          |

N.B. : le nom du ou de la partenaire se trouve sous le résultat ; le nom des ultimes adversaires se trouve à droite.